# سفارة الفلبين في الولايات المتحدة
سفارة الفلبين في الولايات المتحدة هي أرفع تمثيل دبلوماسي لدولة الفلبين لدى الولايات المتحدة. تقع السفارة في واشنطن العاصمة وهي تهدف لتعزيز المصالح الفلبينية في الولايات المتحدة.

## وصلات خارجية
- الموقع الرسمي
- قائمة سفارات الفلبين
- قائمة السفارات في الولايات المتحدة